# امان ورما (بازیکن فوتبال)
امان ورما (انگلیسی: Aman Verma؛ زادهٔ ۳ ژانویهٔ ۱۹۸۷) بازیکن فوتبال اهل بریتانیا است.
از باشگاه‌هایی که در آن بازی کرده‌است می‌توان به باشگاه فوتبال کوربی تاون، باشگاه فوتبال هیستون، باشگاه فوتبال کترینگ تاون، باشگاه فوتبال تورکی یونایتد، باشگاه فوتبال تاموورث، باشگاه فوتبال ردیچ یونایتد، باشگاه فوتبال دارلینگتون، باشگاه فوتبال کرو آلکساندرا، باشگاه فوتبال کیدرمینستر هاریرس، باشگاه فوتبال لستر سیتی، باشگاه فوتبال استوک‌پورت کانتی، و باشگاه فوتبال منزفیلد تاون اشاره کرد.